# Эуметазои
Эуметазо́и, или настоящие многоклеточные (лат. Eumetazoa), — подцарство многоклеточных животных (Metazoa), в которое входят все виды, обладающие настоящей многоклеточной структурой.
Противопоставлено менее развитым подцарствам паразоев и агнотозоев, в которые входят губки и пластинчатые соответственно. Иногда пластинчатых и губок относят к одному подцарству прометазои (лат. Prometazoa). К подцарству прометазоев некоторые авторы относили также ортонектид и дициемид.
Эуметазои характеризуются дифференцированными тканями, наличием настоящей нервной системы, а также специализированных межклеточных контактов. В настоящее время многие авторы отвергают выделение подцарств прометазои и эуметазои. Согласно современным молекулярно-биологическим и сравнительно-анатомическим данным, пластинчатые являются сестринской группой кишечнополостных, а губки — сестринской группой гребневиков. Вероятно, отсутствие у этих животных мышечных и нервных клеток — результат вторичного упрощения.
Однако существуют серьёзные основания для разделения многоклеточных на три вышеуказанных группы. Во-первых, это связано со своеобразием строения и крайне примитивной организацией пластинчатых животных. Во-вторых, имеются существенные эмбриональные различия между губками и эуметазоями. У последних эктодерма расположена снаружи, и из неё формируются покровы, нервная система и органы чувств. Энтодерма же даёт кишечник и внутренние органы. У Parazoa покровы образуются из энтодермы, а эктодерма погружается вглубь тела, превращаясь в слой жгутиковых воротничковых клеток жгутиковых камер и каналов.

## Классификация
Основные группы Eumetazoa:
- Двухслойные
  - Стрекающие
  - Гребневики
- Трёхслойные
  - Первичноротые
    - Кольчатые черви
    - Немертины
    - Моллюски
    - Онихофоры
    - Скребни
    - Членистоногие
    - и др.

  - Вторичноротые
    - Иглокожие
    - Полухордовые
    - Хордовые